# Eagle (Colorado)
Eagle is een plaats (town) in de Amerikaanse staat Colorado en valt bestuurlijk gezien onder Eagle County.

## Demografie
Bij de volkstelling in 2000 werd het aantal inwoners vastgesteld op 3032.
In 2006 is het aantal inwoners door het United States Census Bureau geschat op 4919, een stijging van 1887 (62,2%).

## Geografie
Volgens het United States Census Bureau beslaat de plaats een oppervlakte van
6,1 km², geheel bestaande uit land. Eagle ligt op ongeveer 2012 m boven zeeniveau.

## Plaatsen in de nabije omgeving
De onderstaande figuur toont nabijgelegen plaatsen in een straal van 40 km rond Eagle.